# Chaquesia guaranitica
Chaquesia guaranitica is een hooiwagen uit de familie Gonyleptidae.